# Vajna Vilmos
Vajna Vilmos (Dés, 1854. december 31. – Budapest, 1932. április 20.) fogorvos, egyetemi tanár.

## Élete
Vajna Sándor ügyvéd, 1848-49-es honvéd huszártiszt és Szathmáry Zsuzsanna fia. Orvosi tanulmányait a bécsi és kolozsvári egyetemeken végezte. Utóbbi helyen nyerte el oklevelét 1878-ban. Két évig a kolozsvári bőrgyógyászati egyetemi klinikán mint tanársegéd működött és már ekkor rendszeresen foglalkozott fogászattal és csakhamar az orvostudomány ezen ágának szentelte magát. Fogászati kiképeztetését főképp dr. Seng József bécsi fogásztanár mellett nyerte. Visszatérve Kolozsvárra, itt fogászati műtermet nyitott; 1889-ben egyetemi magántanár lett; azonban 1892-ben már Budapestre tette át működése székhelyét. Mint feltaláló jó hírnevet szerzett magának még külföldön is. (A foghúzásról c. munkája borítékán 19 találmányának leírása).

## Munkái
- A foghúzásról. Budapest, 1893. (Mutatványos előadása a Magyar orvosok és természetvizsgálók XXVI. vándorgyűlésén).
- Biztonsági fogidegtűk. Budapest, 1898. (Különnyomat a Gyógyászatból).